# Caterina Banti
Caterina (Marianna) Banti (Rome, 13 juni 1987) is een Italiaans zeiler.
Banti vormt samen met Ruggero Tita een team in de gemengde catamaran de Nacra 17. In 2018 werden Banti  en Tita samen wereldkampioen in de Nacra 17.
In Japan wonnen Tita en Banti de olympische gouden medaille in de gemengde Nacra 17.

## Resultaten

### Wereldkampioenschappen
| Jaar | Plaats          | Resultaten |
| ---- | --------------- | ---------- |
| 2017 | La Grande-Motte | Nacra 17   |
| 2018 | Aarhus          | Nacra 17   |

### Olympische Zomerspelen
| Jaar | Plaats | Resultaten |
| ---- | ------ | ---------- |
| 2021 | Tokio  | Nacra 17   |

2016: Santiago Lange / Cecilia Carranza Saroli ·
2020: Ruggero Tita / Caterina Banti ·
2024: Ruggero Tita / Caterina Banti